# Resolutie 2262 Veiligheidsraad Verenigde Naties
Resolutie 2262 van de Veiligheidsraad van de Verenigde Naties werd op 27 januari 2016 met unanimiteit van stemmen aangenomen door de VN-Veiligheidsraad en verlengde de sancties tegen de Centraal-Afrikaanse Republiek verder met een jaar.

## Achtergrond
Al sedert de onafhankelijkheid van Frankrijk in 1960 wordt de CAR geplaagd door staatsgrepen en geweld. Toen rebellen in 2003 de macht grepen, begonnen drie onder de naam Unie van Democratische Krachten voor Eenheid (UFDR) verenigde rebellenbewegingen een oorlog tegen hen. In 2007 werd een vredesakkoord getekend en in 2009 vormden ze samen een regering.
Eind 2012 brak er opnieuw rebellie uit; deze keer tegen een coalitie van groeperingen die zich Sekela-coalitie noemde en bestond uit de UFDR, de Conventie van Patriotten voor Gerechtigheid en Vrede'(CPJP) en een aantal kleinere bewegingen. De regering vroeg om internationale hulp, maar dit werd geweigerd. Op 11 januari 2013 werd een vredesakkoord getekend waarbij de eerste minister werd vervangen door een oppositielid. Op 24 maart 2013 had een coalitie van rebellen genaamd Seleka de macht gegrepen, wat internationaal veroordeeld werd. Daarom werd er een overgangsraad opgericht die het land tijdelijk moest besturen. Onderwijl vergleed de CAR in chaos en had de overheid buiten de hoofdstad geen enkel gezag meer.

## Inhoud
In september en oktober 2015 was het geweld in de Centraal-Afrikaanse Republiek opnieuw opgelaaid. Gewapende groeperingen bleven provoceren en hierop met geweld reageren. Daarbij werden de mensenrechten met de voeten getreden en ook blauwhelmen en hulpverleners werden niet ontzien. Deze groeperingen bleven vrede in de weg staan, onder meer door het opzetten van onrechtmatige besturen. Hun financiering kwam van illegale mijnbouw, stroperij en georganiseerde misdaad. Verder trokken ze huurlingen aan, floreerde de wapenhandel en was de instabiele regio een voedingsbodem voor terreurnetwerken.
Het wapenembargo tegen de CAR bleef nog zeker tot 31 januari 2017 van kracht. Enkel de veiligheidsdiensten van en de internationale missies in het land waren hiervan uitgesloten. Ook het inreisverbod en de bevriezing van banktegoeden die waren opgelegd tegen specifieke personen en organisaties, die werden opgelijst door het comité dat toezag op de sancties, werden tot deze datum verlengd. Het ging om personen en organisaties die de vrede, stabiliteit of veiligheid van de CAR ondermijnden, het wapenembargo schonden, de mensenrechten schonden, kindsoldaten wierven, de gewapende groepen steunden door illegale mijnbouw of stroperij, de noodhulpverlening hinderden of aanvallen planden of uitvoerden op de buitenlandse missies in het land. Ook het expertenpanel dat inlichtingen verzamelde voor het comité zag hun mandaat met een jaar verlengd.

## Verwante resoluties
- Resolutie 2134 Veiligheidsraad Verenigde Naties (2014)
- Resolutie 2196 Veiligheidsraad Verenigde Naties (2015)

Lijst ·  2260 ·  2261 ·  2262 ·  2263 ·  2264 ·  2265 ·  2266 ·  2267 ·  2268 ·  2269 ·  2270 ·  2271 ·  2272 ·  2273 ·  2274 ·  2275 ·  2276 ·  2277 ·  2278 ·  2279 ·  2280 ·  2281 ·  2282 ·  2283 ·  2284 ·  2285 ·  2286 ·  2287 ·  2288 ·  2289 ·  2290 ·  2291 ·  2292 ·  2293 ·  2294 ·  2295 ·  2296 ·  2297 ·  2298 ·  2299 ·  2300 ·  2301 ·  2302 ·  2303 ·  2304 ·  2305 ·  2306 ·  2307 ·  2308 ·  2309 ·  2310 ·  2311 ·  2312 ·  2313 ·  2314 ·  2315 ·  2316 ·  2317 ·  2318 ·  2319 ·  2320 ·  2321 ·  2322 ·  2323 ·  2324 ·  2325 ·  2326 ·  2327 ·  2328 ·  2329 ·  2330 ·  2331 ·  2332 ·  2333 ·  2334 ·  2335 ·  2336